# Hydnum
Hydnum L. (kolczak) – rodzaj grzybów z rodziny kolczakowatych (Hydnaceae).

## Charakterystyka
Hydnoidalne grzyby mykoryzowe. Kolce na dolnej stronie kapelusza jasne, łamliwe. Miąższ białawy, kruchej konsystencji, łamliwy. Smak surowych płatków owsianych, po dłuższym żuciu ostrawy. Trzony centralne do położonych bocznie. Wysyp zarodników biały, nieamyloidalny. Bazydiospory okrągławe do szerokoeliptycznych, gładkie, bez pory rostkowej.

## Systematyka i nazewnictwo
Pozycja w klasyfikacji według Index Fungorum: Hydnaceae, Cantharellales, Incertae sedis, Agaricomycetes, Agaricomycotina, Basidiomycota, Fungi.
Synonimy naukowe: Bidonia Adans., Dentinum Gray, Nat. Dicarphus Raf., Bull. Echinus Haller, Erinaceus Dill. ex Maratti, Hypothele Paulet, Tyrodon P. Karst.
Polską nazwę podał Józef Jundziłł w 1830 r.
Niektóre gatunki:
- Hydnum ambustum Cooke & Massee 1887
- Hydnum dispersum Berk. 1845
- Hydnum durieui Sacc. 1888
- Hydnum elatum Massee 1914
- Hydnum ellipsosporum Ostrow & Beenken 2004
- Hydnum molluscum Fr. 1849
- Hydnum papyraceum Wulfen 1786
- Hydnum repandum L. 175 – kolczak obłączasty
- Hydnum rufescens Pers. 1800 – kolczak rudawy
- Hydnum umbilicatum Peck 1902

Nazwy naukowe na podstawie Index Fungorum. Obejmuje wszystkie gatunki występujące w Polsce i niektóre inne. Nazwy polskie według Władysława Wojewody.